# Crkvena glazba
Crkvena glazba namijenjena je i primjenjivana u kršćanskom bogoslužju i po svojoj svrsi i namjeni kršćanska je liturgijska glazba. 
Rani razvoj crkvene glazbe bio je pod snažnim utjecajem orijentalne glazbe, prvenstveno židovske psalmodije, kao i grčkoga jednoglasja. Odlikuje se bogatim melizmima i intervalima manjim od polustupnja.
Već u ranome srednjem vijeku u okviru rimske Crkve razvijaju se oblici liturgijske vokalne glazbe, npr. ambrozijanski koral, koji je kodificirao milanski biskup Ambrozije (o. 339. – 397.), zatim oblik koji je papa Grgur Veliki (o. 540. – 604.) sakupio u zbirku kanoniziranih koralnih melodija (gregorijanski koral). Gregorijanski korali koriste heksatonske ljestvice, s dvanaest modusa. Prema obliku, razlikuju se akcentus i koncentus. Dugo, ukrašeno izvođenje završnog vokala a u aleluji, naziva se jubilacija. Kasnije se, u 8. st. razvijaju himni, tropi i sekvence, a od 9. st. i višeglasje, kao najava buduće polifonije. Uzimanjem jednoga korala kao osnovne melodije i dodavanjem drugoga glasa u paralelnoj kvarti nastao je organum, prvi polifoni oblik europske glazbe. Osnovna melodija se u tom slučaju naziva cantus firmus. Oko tisućite godine orgulje se počinju uvoditi u crkve Zapadne Europe. U tradiciji zapadnoga kršćanstva dolazi do nagla razvoja polifone (višeglasne) glazbe u dvanaestom stoljeću (Ars antiqua), a kasnijim razvojem nastaje Ars nova, čiji je vrhunac u doba Palestrine (1525. – 1594.).
Glazba istočnoga kršćanstva s vremenom je nadopunjena tzv. troparima, kondacima i kanonima, ima najrazvijeniju tradiciju u Bizantu, odakle se širi u ostale crkve. U grčkoortodoksnu glazbu se uvodi višeglasje u šesnaestom stoljeću, na području Rusije. 
Reformacija uvodi nov oblik kršćanske glazbe, poznat danas kao protestantski koral. Ta glazba ima korijen u starim njemačkim narodnim duhovnim pjesmama, a izvodi se jednoglasno, uz pratnju orgulja, ili harmonizirano u četiri glasa. Vrhunac razvoja protestantskoga korala ogleda se u djelima Johanna Sebastiana Bacha (1685. – 1750.).

## Vanjske poveznice
| Portal:Kršćanstvo | Portal: Kršćanstvo |

- Crkvena glazba u Hrvatskoj enciklopediji
- Muharem, Dragan: [neaktivna poveznica] svjetlo-vjere.com. 2. veljače 2016.